# آلفرد جاکوبی
آلفرد جاکوبی (انگلیسی: Alfred Jacoby؛ زادهٔ ۱۹۵۰) معمار اهل آلمان است.